# Martim I de Aragão
Martim I (Girona, 29 de julho de 1356 – Barcelona, 31 de maio de 1410), apelidado de "o Velho" ou "o Eclesiástico", foi o Rei de Aragão e das Coroas Aragonesas de 1396 até sua morte, além de Rei da Sicília a partir de 1409. Era filho do rei Pedro IV e sua esposa Leonor da Sicília.

## Sucessão
Quando morreu, em Valdonzella ou em Barcelona em 1410 (aparentemente, a partir de uma combinação letal de indigestão e risos incontroláveis), os seus descendentes legítimos, nascidos do casamento com a rainha Maria, já estavam mortos. O segundo casamento, com Margarida de Aragão-Prades, não produziu qualquer criança. Apenas um neto bastardo, Fadrique, Conde de Luna, continuou a linhagem de Martim. O rei, apesar da sua vontade e de alguns esforços, não foi capaz de obter suficiente confirmação de Fadrique como seu sucessor. 
Assim, a morte de Martim levou a um interregno de dois anos, que foi encerrado com o compromisso de Caspe, no qual o sobrinho de Martim, Fernando, infante de Castela da Dinastia de Trastâmara foi escolhido como o próximo rei de entre, pelo menos, cinco competidores.